# Championnat panaméricain des clubs féminin de handball
Le championnat panaméricain des clubs féminin de handball est la compétition de clubs de handball féminin la plus importante en Amérique.
Après seulement une édition, et une édition expérimentale, la compétition est arrêtée en raison de la dissolution de la Fédération panaméricaine de handball.

## Palmarès
| Édition | Année     | Hôte     | Médaille d'or, Amérique | Médaille d'argent, Amérique | Médaille de bronze, Amérique |
| ------- | --------- | -------- | ----------------------- | --------------------------- | ---------------------------- |
| –       | 2016 (en) | Santiago | ADC Metodista           | Ferro Carril Oeste          | Club Atlético Goes (en)      |
| 1re     | 2017 (en) | Asuncion | EC Pinheiros            | Club Ferro Carril Oeste     | Jockey Club                  |

## Bilans

### Tableau d'honneur
| Rang | Club                    | Médaille d'or, Amérique | Médaille d'argent, Amérique | Médaille de bronze, Amérique | Total |
| ---- | ----------------------- | ----------------------- | --------------------------- | ---------------------------- | ----- |
| 1    | ADC Metodista           | 1                       | 0                           | 0                            | 1     |
| 2    | EC Pinheiros            | 1                       | 0                           | 0                            | 1     |
| 3    | Club Atlético Goes (en) | 0                       | 1                           | 1                            | 2     |
| 4    | Ferro Carril Oeste      | 1                       | 2                           | 0                            | 3     |
| 5    | Jockey Club             | 0                       | 1                           | 1                            | 2     |

### Bilan par nation
| Rang | Nation    | Médaille d'or, Amérique | Médaille d'argent, Amérique | Médaille de bronze, Amérique | Total |
| ---- | --------- | ----------------------- | --------------------------- | ---------------------------- | ----- |
| 1    | Brésil    | 2                       | 0                           | 0                            | 2     |
| 2    | Argentine | 0                       | 1                           | 1                            | 2     |
| 2    | Uruguay   | 0                       | 1                           | 1                            | 2     |

## Sources
- (en) Palmarès sur le site officiel de la PATHF